# Franse aardkastanje
De Franse aardkastanje (Conopodium majus) is een overblijvende plant, die behoort tot de schermbloemenfamilie. De soort staat op de  Nederlandse Rode lijst van planten als zeer zeldzaam en stabiel of toegenomen in aantal. De soort heeft de naam te danken aan de kanstanjevormige wortelknol. De knol is eetbaar en heeft een zoete, aromatische, nootachtige smaak. De soort komt van nature voor in West-Europa.
De plant wordt 20-70 cm hoog en vormt een vlezige, bolvormige wortel. De weinig geribde stengels zijn na de bloei hol. De driehoekige bladeren zijn, twee- tot drievoudig geveerd met lijnvormige blaadjes. De onderste blaadjes hebben enigszins eironde slippen en de bovenste lijnvormige slippen en een schedevormende steel.
De Franse aardkastanje bloeit van mei tot in juli met witte, 1-3 mm grote bloempjes gerangschikt in 3-7 cm grote schermen met zes tot twintig stralen. Het omwindsel ontbreekt of heeft slechts een of twee blaadjes. De meestal eenslachtige bloempjes hebben aan de buitenkant vaak een bruine nerf.
De 3-5 mm lange vrucht is een tweedelige splitvrucht met eenzadige, vierkantachtige deelvruchtjes. De vrucht heeft smalle, vlakke ribben.
De rechtopstaande stijlen verbreden zich geleidelijk naar de voet.
De plant komt voor in loofbossen op vochtige, matig voedselrijke grond.

## Namen in andere talen
- Duits: Französische Erdkastanie
- Engels: Pignut, Arnut, Cipernut, Earth Chestnut, Groundnut, Hawknut, Jarnut, Kippernut
- Frans: Conopode dénudé